# Министерство юстиции и конституционного развития ЮАР
Министерство юстиции и конституционного развития ЮАР обеспечивает административную и финансовую поддержку судебной системы и судебной власти (которые конституционно независимы от исполнительной власти), осуществляет надзор за Национальной администрацией прокуратуры, предоставляет юридические консультации и представительство в государственных органах и содействует реформе законодательства в Южно-Африканской Республике.
Глава ведомства -  министр юстиции и конституционного развития, ему помогает один замминистра. С 2010 года - это министр Джефф Радебе и его заместитель Андрис Нел. Из госбюджета 2010 года оно получило 10,250.5 млрд Южноафриканских рандов и в нем работало 20 992 сотрудников.